# Daniel Stefański

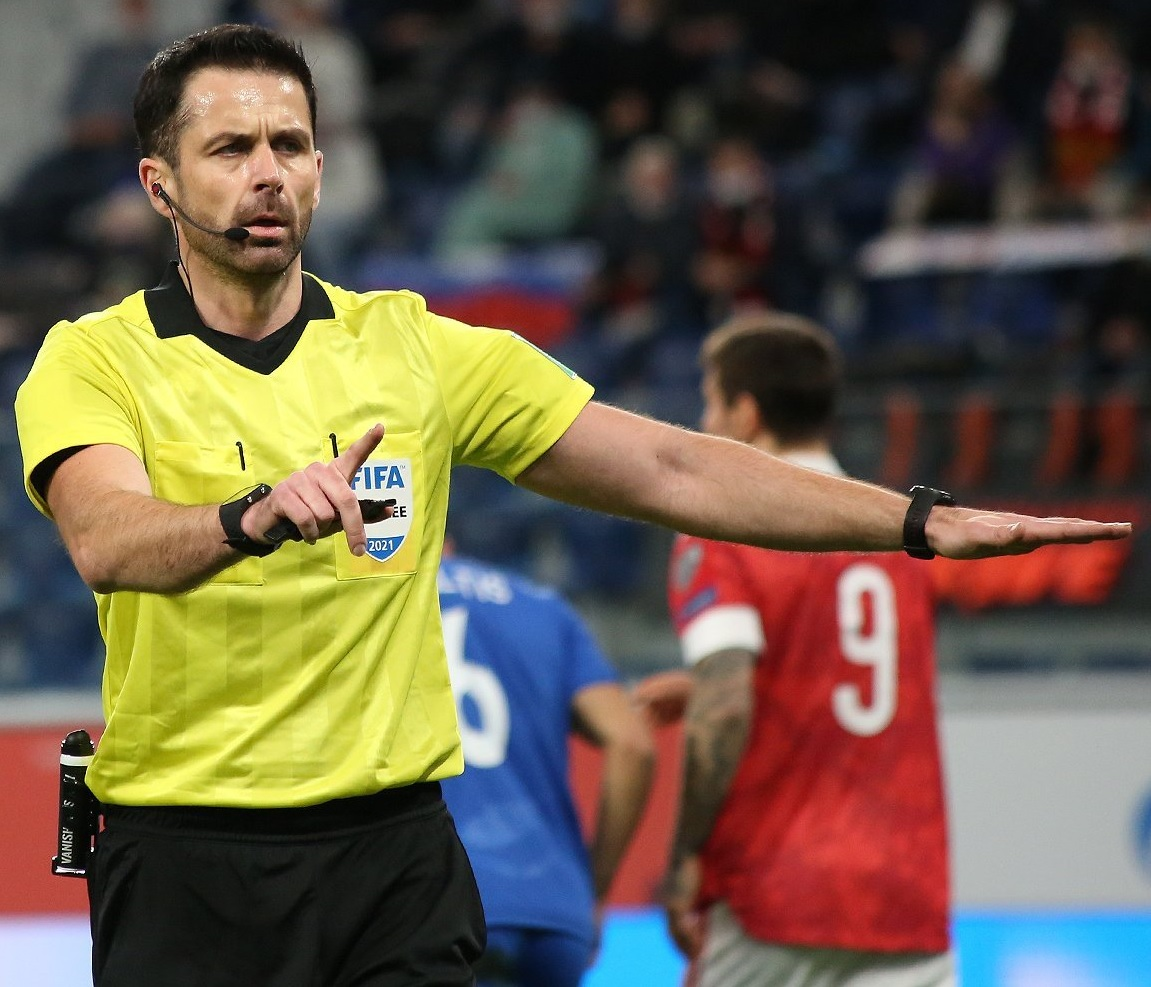
Daniel Stefański (2021)

Daniel Stefański (* 7. Juli 1977) ist ein polnischer Fußballschiedsrichter.
Seit 2013 steht Stefański auf der Liste der FIFA-Schiedsrichter und leitet internationale Fußballspiele. Er gehörte zeitweise zur Gruppe der UEFA-First-Category-Schiedsrichter, der zweithöchsten Schiedsrichter-Kategorie.
In der Saison 2016/17 leitete Stefański erstmals ein Spiel in der Europa League, bisher noch keine in der Champions League, aber in der Qualifikation zu beiden Wettbewerben. Zudem pfiff er bereits Partien in der Nations League, in der EM-Qualifikation für die Europameisterschaft 2021, in der europäischen WM-Qualifikation für die WM 2014 in Brasilien, die WM 2018 in Russland und die WM 2022 in Katar sowie Freundschaftsspiele.
Am 2. Mai 2015 leitete Stefański das Finale des Polnischen Fußballpokals 2014/15 zwischen Legia Warschau und Lech Posen (2:1).